# Elecciones municipales de Arequipa de 2006
Las elecciones municipales de Arequipa de 2006 se llevaron a cabo el 19 de noviembre de 2006 para elegir al alcalde y al Concejo Provincial de Arequipa para el periodo 2007-2010. La elección se celebró simultáneamente con elecciones regionales y municipales (provinciales y distritales) en todo el Perú.
Simón Balbuena Marroquín (Partido Nacionalista Peruano) resultó electo como alcalde provincial de Arequipa en los comicios con el mayor número de listas presentadas hasta ese momento. El Partido Aprista Peruano, cuyo candidato era Hipólito Valderrama Chávez, perdió más la mitad del apoyo conseguido en 2002. Esta elección marca la última vez que un partido político nacional ganó la alcaldía provincial hasta la actualidad.

## Sistema electoral
La Municipalidad Provincial de Arequipa es el órgano administrativo y de gobierno de la provincia de Arequipa. Está compuesta por el alcalde y el Concejo Provincial.
La votación del alcalde y el concejo se realiza en base al sufragio universal, que comprende a todos los ciudadanos nacionales mayores de dieciocho años, empadronados y residentes en la provincia de Arequipa y en pleno goce de sus derechos políticos, así como a los ciudadanos no nacionales residentes y empadronados en la provincia de Arequipa.
El Concejo Provincial de Arequipa está compuesto por 15 regidores elegidos por sufragio directo para un período de tres (3) años, en forma conjunta con la elección del alcalde (quien lo preside). La votación es por lista cerrada y bloqueada. Se asigna a la lista ganadora los escaños según el método d'Hondt o la mitad más uno, lo que más le favorezca.

## Composición del Concejo Provincial de Arequipa
La siguiente tabla muestra la composición del Concejo Provincial de Arequipa antes de las elecciones.
| Partidos | Partidos                           | Regidores |
| -------- | ---------------------------------- | --------- |
|          | Partido Aprista Peruano            | 9         |
|          | Somos Perú                         | 2         |
|          | Primero Perú                       | 2         |
|          | Movimiento Regional Arequipa Unida | 1         |
|          | Fuerza Democrática                 | 1         |

## Partidos y candidatos
A continuación se muestra una lista de los principales partidos y alianzas electorales que participaron en las elecciones:
| Candidatura | Candidatura  | Partidos y alianzas                                                 | Candidato | Candidato                         | Ideología                                                          | Resultado previo | Resultado previo | Ref. |
| Candidatura | Candidatura  | Partidos y alianzas                                                 | Candidato | Candidato                         | Ideología                                                          | Votos (%)        | Reg.             | Ref. |
| ----------- | ------------ | ------------------------------------------------------------------- | --------- | --------------------------------- | ------------------------------------------------------------------ | ---------------- | ---------------- | ---- |
|             | APRA         | Lista - Partido Aprista Peruano (APRA)                              |           | Hipólito Valderrama Chávez        | Aprismo                                                            | 22.82%           | 9                |      |
|             | SP           | Lista - Somos Perú (SP)                                             |           | Eloy Vera Neira                   | Democracia cristiana Conservadurismo social                        | 15.52%           | 2                |      |
|             | FD           | Lista - Fuerza Democrática (FD)                                     |           | Gustavo Rondón Fudinaga           | Reformismo                                                         | 7.68%            | 1                |      |
|             | AP           | Lista - Acción Popular (AP)                                         |           | Javier Velásquez Ureta            | Humanismo Nacionalismo cívico Reformismo                           | 5.84%            | 0                |      |
|             | MNI          | Lista - Movimiento Nueva Izquierda (MNI)                            |           | Salomé Begazo Begazo              | Marxismo-leninismo Mariateguismo Socialismo democrático            | 4.02%            | 0                |      |
|             | UPP          | Lista - Unión por el Perú (UPP)                                     |           | Bernabé Llosa Briceño             | Nacionalismo de izquierda Socialdemocracia                         | 1.83%            | 0                |      |
|             | Sí Cumple    | Lista - Agrupación Independiente Sí Cumple (Sí Cumple)              |           | Abdías Medina Minaya              | Fujimorismo Populismo de derecha                                   | Nuevo            | Nuevo            |      |
|             | CFP          | Lista - Con Fuerza Perú (CFP)                                       |           | Luis Cáceres Velásquez            | Fujimorismo Partido atrapalotodo                                   | Nuevo            | Nuevo            |      |
|             | RA           | Lista - Renacimiento Andino (RA)                                    |           | Javier Moscoso Villena            | Indigenismo Plurinacionalismo Socialdemocracia                     | Nuevo            | Nuevo            |      |
|             | APP          | Lista - Alianza para el Progreso (APP)                              |           | Pedro Fernández Paredes           | Liberalismo económico Conservadurismo liberal Populismo de derecha | Nuevo            | Nuevo            |      |
|             | AvP          | Lista - Avanza País (AvP)                                           |           | Salvador Muñoz del Carpio Churqui | Conservadurismo social Etnocacerismo Socialdemocracia              | Nuevo            | Nuevo            |      |
|             | RN           | Lista - Restauración Nacional (RN)                                  |           | Alcides Huarachi Follegatti       | Liberalismo económico Humanismo cristiano Evangelismo              | Nuevo            | Nuevo            |      |
|             | PNP          | Lista - Partido Nacionalista Peruano (PNP)                          |           | Simón Balbuena Marroquín          | Socialismo democrático Nacionalismo de izquierda                   | Nuevo            | Nuevo            |      |
|             | ATF          | Lista - Arequipa Tradición y Futuro (ATF)                           |           | Víctor Cadenas Velásquez          | Regionalismo arequipeño                                            | Nuevo            | Nuevo            |      |
|             | León del Sur | Lista - Movimiento Independiente León del Sur (León del Sur)        |           | Akira Kosaka Masuno               | Regionalismo arequipeño                                            | Nuevo            | Nuevo            |      |
|             | AA           | Lista - Arequipa Avancemos (AA)                                     |           | Luis Huaco Zúñiga                 | Regionalismo arequipeño                                            | Nuevo            | Nuevo            |      |
|             | Concert.     | Lista - Concertación en Pro de una Misión Sostenible (Concertación) |           | Javier Ísmodes Talavera           | Regionalismo arequipeño                                            | Nuevo            | Nuevo            |      |
|             | IND          | Lista - Lista Independiente N° 1 Arequipa Desarrollo Total          |           | Marcio Soto Rivera                | Localismo arequipeño                                               | Nuevo            | Nuevo            |      |
|             | IND          | Lista - Lista Independiente N° 3 Por Nuestra Arequipa               |           | Alfredo Álvarez Díaz              | Localismo arequipeño                                               | Nuevo            | Nuevo            |      |

## Sondeos de opinión
La siguiente tabla enumera las estimaciones de la intención de voto en orden cronológico inverso, mostrando las más recientes primero y utilizando las fechas en las que se realizó el trabajo de campo de la encuesta. Cuando se desconocen las fechas del trabajo de campo, se proporciona la fecha de publicación.
Leyenda:
     Sondeo realizado en el periodo de prohibición legal de la difusión de sondeos de intención de voto.

### Intención de voto
La siguiente tabla enumera las estimaciones ponderadas (sin incluir votos en blanco y nulos) de la intención de voto.
| Encuestadora/Medio              | Fecha         | Muestra | Simón Balbuena | Gustavo Rondón | Marcio Soto | Hipólito Valderr. | Víctor Cadenas | Eloy Vera | Dif. |  |  |  |  |
| ------------------------------- | ------------- | ------- | -------------- | -------------- | ----------- | ----------------- | -------------- | --------- | ---- |  |  |  |  |
| Encuestadora/Medio              | Fecha         | Muestra |                |                |             |                   |                |           |      |  |  |  |  |
| Elecciones regionales de 2006   | 19 nov 2006   | —       | 27.1           | 11.9           | 11.7        | 10.7              | 9.9            | 6.5       | 15.2 |  |  |  |  |
|                                 |               |         |                |                |             |                   |                |           |      |  |  |  |  |
| Apoyo Opinión y Mercado/América | 8–10 nov 2006 | 500     | 22.0           | 15.0           | 15.0        | 11.0              | 11.0           | 4.0       | 7.0  |  |  |  |  |
| Apoyo Opinión y Mercado/América | 8–10 nov 2006 | 500     | 33.0           | 13.0           | 26.0        | 6.0               | 4.0            | 6.0       | 20.0 |  |  |  |  |

## Resultados

### Sumario general
| |                                                             |              |              |              |           |           |  |  |
| Partidos y coaliciones | Partidos y coaliciones                                      | Voto popular | Voto popular | Voto popular | Regidores | Regidores |  |  |
| Partidos y coaliciones | Partidos y coaliciones                                      | Votos        | %            | ±pp          | Total     | +/−       |  |  |
| | Partido Nacionalista Peruano (PNP)                          | 127,985      | 27.14        | Nuevo        | 9         | +9        |  |  |
| | Fuerza Democrática (FD)                                     | 55,958       | 11.86        | +4.18        | 2         | +1        |  |  |
| | Lista Independiente N° 1 Arequipa Desarrollo Total          | 55,190       | 11.70        | n/a          | 1         | +1        |  |  |
| | Partido Aprista Peruano (APRA)                              | 50,378       | 10.68        | –12.14       | 1         | –8        |  |  |
| | Arequipa, Tradición y Futuro (ATF)                          | 46,804       | 9.92         | Nuevo        | 1         | +1        |  |  |
| | Somos Perú (SP)                                             | 30,836       | 6.54         | –8.98        | 1         | –1        |  |  |
| | Unión por el Perú (UPP)1                                    | 26,680       | 5.66         | +3.83        | 0         | ±0        |  |  |
| | Avanza País (AvP)                                           | 14,237       | 3.02         | Nuevo        | 0         | ±0        |  |  |
| | Concertación en Pro de una Misión Sostenible (Concertación) | 13,636       | 2.89         | Nuevo        | 0         | ±0        |  |  |
| | Arequipa Avancemos (AA)                                     | 11,492       | 2.44         | Nuevo        | 0         | ±0        |  |  |
| | Restauración Nacional (RN)                                  | 7,142        | 1.51         | Nuevo        | 0         | ±0        |  |  |
| | Movimiento Independiente León del Sur (León del Sur)        | 6,532        | 1.38         | Nuevo        | 0         | ±0        |  |  |
| | Agrupación Independiente Sí Cumple (Sí Cumple)              | 6,211        | 1.32         | Nuevo        | 0         | ±0        |  |  |
| | Acción Popular (AP)                                         | 5,504        | 1.17         | –4.67        | 0         | ±0        |  |  |
| | Alianza para el Progreso (APP)                              | 4,225        | 0.90         | Nuevo        | 0         | ±0        |  |  |
| | Lista Independiente N° 3 Por Nuestra Arequipa               | 3,089        | 0.65         | n/a          | 0         | ±0        |  |  |
| | Movimiento Nueva Izquierda (MNI)                            | 2,873        | 0.61         | –3.41        | 0         | ±0        |  |  |
| | Renacimiento Andino (RA)                                    | 1,644        | 0.35         | Nuevo        | 0         | ±0        |  |  |
| | Con Fuerza Perú (CFP)                                       | 1,242        | 0.26         | Nuevo        | 0         | ±0        |  |  |
| |                                                             |              |              |              |           |           |  |  |
| Total | Total                                                       | 471,658      |              |              | 15        | ±0        |  |  |
| |                                                             |              |              |              |           |           |  |  |
| Votos válidos | Votos válidos                                               | 471,658      | 85.07        | +7.47        |           |           |  |  |
| Votos en blanco | Votos en blanco                                             | 39,998       | 7.21         | –5.97        |           |           |  |  |
| Votos nulos | Votos nulos                                                 | 42,756       | 7.71         | –1.50        |           |           |  |  |
| Votos emitidos | Votos emitidos                                              | 554,412      | 89.49        | +1.09        |           |           |  |  |
| Abstenciones | Abstenciones                                                | 65,119       | 10.51        | –1.09        |           |           |  |  |
| Votantes registrados | Votantes registrados                                        | 619,531      |              |              |           |           |  |  |
| |                                                             |              |              |              |           |           |  |  |
| Fuente: |                                                             |              |              |              |           |           |  |  |
| Notas al pie: 1 Comparado con los resultados de Agrupación Independiente Unión por el Perú - Frente Amplio (UPP) en las elecciones de 2002. |                                                             |              |              |              |           |           |  |  |
| Notas al pie: |                                                             |              |              |              |           |           |  |  |
| 1 Comparado con los resultados de Agrupación Independiente Unión por el Perú - Frente Amplio (UPP) en las elecciones de 2002.               |                                                             |              |              |              |           |           |  |  |

## Elecciones municipales distritales

### Sumario general
| | Partido Nacionalista Peruano (PNP)                          | 53,546  | 13.17 | Nuevo | 3  | +3 |  |  |
| | Fuerza Democrática (FD)                                     | 46,709  | 11.49 | +7.01 | 6  | +4 |  |  |
| | Partido Aprista Peruano (APRA)                              | 40,779  | 10.03 | –3.00 | 4  | ±0 |  |  |
| | Lista Independiente N° 1 Arequipa Desarrollo Total          | 36,735  | 9.04  | n/a   | 2  | +2 |  |  |
| | Juntos por el Sur (JxS)                                     | 33,588  | 8.26  | Nuevo | 1  | +1 |  |  |
| | Arequipa, Tradición y Futuro (ATF)                          | 33,369  | 8.21  | Nuevo | 2  | +2 |  |  |
| | Arequipa Renace (AR)                                        | 21,624  | 5.32  | Nuevo | 3  | +3 |  |  |
| | Arequipa Avancemos (AA)                                     | 14,920  | 3.67  | Nuevo | 0  | ±0 |  |  |
| | Unión por el Perú (UPP)1                                    | 13,592  | 3.34  | +3.13 | 0  | ±0 |  |  |
| | Avanza País (AvP)                                           | 9,889   | 2.43  | Nuevo | 0  | ±0 |  |  |
| | Restauración Nacional (RN)                                  | 7,307   | 1.80  | Nuevo | 1  | +1 |  |  |
| | Democracia Cívica para el Desarrollo (DECIDE)               | 5,465   | 1.34  | Nuevo | 0  | ±0 |  |  |
| | Concertación en Pro de una Misión Sostenible (Concertación) | 4,276   | 1.05  | Nuevo | 0  | ±0 |  |  |
| | Acción Popular (AP)                                         | 4,396   | 1.08  | –2.59 | 0  | –2 |  |  |
| | Movimiento Nueva Izquierda (MNI)                            | 3,374   | 0.83  | –2.32 | 0  | ±0 |  |  |
| | Agrupación Independiente Sí Cumple (Sí Cumple)              | 2,170   | 0.53  | Nuevo | 0  | ±0 |  |  |
| | Alianza para el Progreso (APP)                              | 2,038   | 0.50  | Nuevo | 0  | ±0 |  |  |
| | Renacimiento Andino (RA)                                    | 1,435   | 0.35  | Nuevo | 0  | ±0 |  |  |
| | Movimiento Independiente León del Sur (León del Sur)        | 1,261   | 0.31  | Nuevo | 0  | ±0 |  |  |
| | Partido Socialista (PS)                                     | 514     | 0.13  | Nuevo | 0  | ±0 |  |  |
| | Progresemos Perú (Progresemos)                              | 501     | 0.12  | Nuevo | 0  | ±0 |  |  |
| | Perú Ahora (PA)                                             | 119     | 0.03  | Nuevo | 0  | ±0 |  |  |
| | Perú Posible (PP)                                           | 83      | 0.02  | –3.22 | 0  | –4 |  |  |
| | Siempre Unidos (SU)                                         | 23      | 0.01  | Nuevo | 0  | ±0 |  |  |
| | Listas independientes distritales                           | 68,809  | 16.93 | n/a   | 6  | –6 |  |  |
| |                                                             |         |       |       |    |    |  |  |
| Total | Total                                                       | 406,522 |       |       | 28 | ±0 |  |  |
| |                                                             |         |       |       |    |    |  |  |
| Votos válidos | Votos válidos                                               | 406,522 | 82.93 | +0.39 |    |    |  |  |
| Votos en blanco | Votos en blanco                                             | 48,113  | 9.81  | +0.34 |    |    |  |  |
| Votos nulos | Votos nulos                                                 | 35,585  | 7.26  | –0.73 |    |    |  |  |
| Votos emitidos | Votos emitidos                                              | 490,220 | 89.97 | +0.23 |    |    |  |  |
| Abstenciones | Abstenciones                                                | 54,632  | 10.03 | –0.23 |    |    |  |  |
| Votantes registrados | Votantes registrados                                        | 544,852 |       |       |    |    |  |  |
| |                                                             |         |       |       |    |    |  |  |
| Fuente: |                                                             |         |       |       |    |    |  |  |
| Notas al pie: 1 Comparado con los resultados de Agrupación Independiente Unión por el Perú – Frente Amplio (UPP) en las elecciones de 2002. |                                                             |         |       |       |    |    |  |  |
| Notas al pie: |                                                             |         |       |       |    |    |  |  |
| 1 Comparado con los resultados de Agrupación Independiente Unión por el Perú – Frente Amplio (UPP) en las elecciones de 2002.               |                                                             |         |       |       |    |    |  |  |

### Resultados por distrito
La siguiente tabla enumera el control de los distritos de la provincia de Arequipa. El cambio de mando de una organización política se resalta del color de ese partido.
| Distrito                      | Alcalde(sa) titular       | Partido político | Partido político              | Alcalde(sa) electo(a)        | Partido político | Partido político               |
| ----------------------------- | ------------------------- | ---------------- | ----------------------------- | ---------------------------- | ---------------- | ------------------------------ |
| Alto Selva Alegre             | Jesús Gamero Márquez      |                  | Partido Aprista Peruano       | Jesús Gamero Márquez         |                  | Partido Aprista Peruano        |
| Cayma                         | Jacinto Benavente Núñez   |                  | Transparencia y Desarrollo    | Ulises Torres Montes Revilla |                  | Hechos y No Palabras           |
| Cerro Colorado                | Benigno Cornejo Valencia  |                  | Cerreños Avanzando            | Kelly Álvarez Tupayachi      |                  | Trabajando por Cerro Colorado  |
| Characato                     | Ángel Linares Portilla    |                  | Characato 2002                | Percy Herrera Morales        |                  | Arequipa Desarrollo Total      |
| Chiguata                      | Peter Benavente Ramos     |                  | Unidos por Chiguata           | Peter Benavente Ramos        |                  | Arequipa Renace                |
| Jacobo Hunter                 | Simón Balbuena Marroquín  |                  | Hunter 2002                   | Aurelia Pila Barreda         |                  | Partido Nacionalista Peruano   |
| José Luis Bustamante y Rivero | Alfredo Zegarra Tejada    |                  | Bustamante Renace             | Alfredo Zegarra Tejada       |                  | Arequipa Renace                |
| La Joya                       | David Inofuente Mamani    |                  | Fuerza Democrática            | David Inofuente Mamani       |                  | Fuerza Democrática             |
| Mariano Melgar                | Joaquín Peralta Gutiérrez |                  | Movimiento Amplio País Unido  | Óscar Ayala Arenas           |                  | Fuerza Democrática             |
| Miraflores                    | Luis Aguirre Chávez       |                  | Partido Aprista Peruano       | Luis Aguirre Chávez          |                  | Partido Aprista Peruano        |
| Mollebaya                     | Alberto Juárez Palaco     |                  | Perú Posible                  | Tito Zegarra Lajo            |                  | Partido Nacionalista Peruano   |
| Paucarpata                    | Marcio Soto Rivera        |                  | Paucarpata Desarrollo Total   | Luis Mayta Livisi            |                  | Juntos por el Sur              |
| Pocsi                         | Sonia Flores Palo         |                  | Trabajemos con Juventud       | Antonio Rodríguez Muñoz      |                  | Fuerza Democrática             |
| Polobaya                      | Juan Lajo Soto            |                  | Arequipa Unida                | Luis Gonzales Adrián         |                  | Arequipa Renace                |
| Quequeña                      | Julio Rodríguez Castillo  |                  | Perú Posible                  | Julio Rodríguez Castillo     |                  | Partido Aprista Peruano        |
| Sabandía                      | Lauriano Rosado Linares   |                  | Movimiento Vecinal Sabandía   | Lauriano Rosado Linares      |                  | Arequipa, Tradición y Futuro   |
| Sachaca                       | Emilio Díaz Pinto         |                  | Sachaca Libertad              | Alejandro Carpio Valencia    |                  | Unidos al Calor del Pueblo     |
| San Juan de Siguas            | Bernabé Llosa Briceño     |                  | Acción Popular                | Jesús Giraldo del Pratt      |                  | Fuerza Democrática             |
| San Juan de Tarucani          | Agustín Quispe Choque     |                  | Fuerza Democrática            | Floro Choque Vilca           |                  | Restauración Nacional          |
| Santa Isabel de Siguas        | Herminio Pacheco Mena     |                  | Perú Posible                  | Herminio Pacheco Mena        |                  | Fuerza Democrática             |
| Santa Rita de Siguas          | Antonio Mestas Quispe     |                  | Acción Popular                | Rufo Minaya Contreras        |                  | Arequipa, Tradición y Futuro   |
| Socabaya                      | Moisés del Carpio Tejada  |                  | DECIDE                        | Wuilber Mendoza Aparicio     |                  | Unidos por Socabaya            |
| Tiabaya                       | Gustavo Guillén Román     |                  | Partido Aprista Peruano       | Miguel Cuadros Paredes       |                  | Fuerza Democrática             |
| Uchumayo                      | Juan Flores Murillo       |                  | Uchumayo Trabaja              | Antonio Alegre Manrique      |                  | Uchumayo Triunfa               |
| Vítor                         | Hermelio Meza Alpaca      |                  | Perú Posible                  | Cristhian Cuadros Treviño    |                  | Partido Aprista Peruano        |
| Yanahuara                     | Milton Vera Gamero        |                  | DECIDE                        | Milton Vera Gamero           |                  | Yanahuara Señorío y Modernidad |
| Yarabamba                     | Cecilia Linares Moscoso   |                  | Grupo Independiente Yarabamba | Celia Torres Valdivia        |                  | Arequipa Desarrollo Total      |
| Yura                          | Luis Fuentes Salas        |                  | Partido Aprista Peruano       | Eleuterio Ordóñez Yucra      |                  | Partido Nacionalista Peruano   |